# Hystero-Kontrast-Salpingographie
Die Hysterokontrastsalpingografie (HKSG oder englisch: HyCoSy abgekürzt), auch als Hysterokontrastsonografie bezeichnet, ist ein diagnostisches Verfahren, um die Eileiter auf ihre Durchlässigkeit hin zu überprüfen.

## Bedeutung
In fast der Hälfte aller Fälle hat ein unerfüllter Kinderwunsch seine Ursache in der Sterilität der Frau. Annähernd ein Drittel dieser Fälle wiederum beruht auf dem Verschluss eines oder beider Eileiter, meist als Folge einer Entzündung. Die Prüfung der Durchgängigkeit der Eileiter ist im Rahmen der Sterilitätsdiagnostik von primärer Bedeutung.

## Vorgehen
Durch die Scheide wird ein Katheter in die Gebärmutter eingeführt. Am Ende dieses Katheters findet sich ein kleiner Ballon, der nach der Einfuhr mit Flüssigkeit gefüllt wird, um ein Zurückrutschen zu verhindern. Beim Füllen des Ballons kann die Patientin, der Periode vergleichbar, ein leichtes Ziehen verspüren, das auch nach der Behandlung noch einige Zeit anhalten kann. Der Ballon verhindert das Zurückfließen der Kontrastmittellösung, die im Anschluss in die Gebärmutter eingespritzt wird.
Diese Flüssigkeit enthält kleine Luftbläschen, die Ultraschallwellen reflektieren. So kann mittels transvaginaler Sonografie dargestellt werden, ob und wie die Lösung über die Eileiter abfließt.
Das von 1995 bis 2011 benutzte Kontrastmittel Echovist der Firma Bayer HealthCare steht heute nicht mehr zur Verfügung, da das Unternehmen aus betriebswirtschaftlichen Gründen die Produktion und den weltweiten Vertrieb eingestellt hat. Dabei handelte es sich um eine Galaktoselösung, die kleine Luftbläschen freisetzte. Ein für diese Zwecke zugelassenes Alternativmittel steht seitdem nicht mehr zur Verfügung. Als mögliche Alternativen werden im Rahmen des Off-Label-Use Gelatine- oder Kochsalzlösungen benutzt.

## Geschichte
Die ersten Untersuchungen erfolgten im Jahre 1914 durch Isidor Clinton Rubin und unabhängig durch W. H. Carey, zitiert nach A. H. Ansari.